# 伊澤彩織
伊澤 彩織（いざわ さおり、1994年2月16日 - ）は、日本のスタントパフォーマー、女優。埼玉県さいたま市出身。日本大学芸術学部映画学科卒業。ファンネームは「わんころもち」。

## 来歴
小学生のころは、クラシックバレエ、水泳などを習っていた。高校2年生のときにはその作品が「アニメ甲子園」や「映画甲子園」で受賞したことがきっかけで映画制作の道を志し、日本大学芸術学部映画学科に入学。
映画『RE:BORN』の研修生オーディションに合格し、アクショントレーニングを開始。2016年、アクションの師匠である田中清一が亡くなったときに「遺志を継ぎたい」と思い、最終的にアクションの道に進むことを決意した。
映画『キングダム』､『るろうに剣心 最終章 The Final / The Beginning』､『G.I.ジョー:漆黒のスネークアイズ』などにスタントで参加した。阪元裕吾監督の映画『ある用務員』では女優として出演。2021年7月30日公開の映画『ベイビーわるきゅーれ』では、髙石あかりとダブル主演を務めた。

## 出演

### 長編映画
女優
- RE:BORN（2017年）[4]
- ある用務員（2021年） - シホ 役
- ベイビーわるきゅーれシリーズ - 主演・深川まひろ 役（髙石あかりとダブル主演）
  - ベイビーわるきゅーれ（2021年）
  - ベイビーわるきゅーれ 2ベイビー（2023年3月24日）[5]
  - ベイビーわるきゅーれ ナイスデイズ（2024年9月27日）[6][7]
  - ドキュメンタリー オブ ベイビーわるきゅーれ（2024年10月4日）[8]
- ファーストミッション（2022年）[9]
- オカムロさん（2022年）[10]
- SHINPA vol. 15「即興映画製作 KCP」（2023年）[11]
- 映画ネメシス 黄金螺旋の謎（2023年3月31日） - プロの殺し屋 役[12]
- almost people「長女のはなし」（2023年9月30日） - 華 役[13]
- ザ・ゲスイドウズ（2025年2月28日） - 片本萌 役[14]

スタントダブル　
- キングダム（2019年）
- るろうに剣心 最終章 The Final / The Beginning（2021年）
- G.I.ジョー:漆黒のスネークアイズ（2021年）

スタントパフォーマー
- ジョン・ウィック:コンセクエンス（2023年）[15]
- シティーハンター（2024年）

### 短編映画
- スカジャン・カンフー（2025年）

### テレビドラマ
女優
- ちょい★ドラ2019「斬る女」（2019年1月12日、NHK総合）
- ミステリと言う勿れ 第5話（2022年2月7日、フジテレビ）
- アクターズ・ショート・フィルム4「イツキトミワ」（2024年3月22日、WOWOW）[16]
- ベイビーわるきゅーれ エブリデイ!（2024年9月5日 - 11月21日、テレビ東京） - 主演・深川まひろ 役（髙石あかりとダブル主演）[17][18]

アクション
- ガールガンレディ（2021年、毎日放送）

### Webドラマ
女優
- ヨドンナ（2021年、東映特撮ファンクラブ） - 西之浦矢那子 役[19]

スタントパフォーマー
- 今際の国のアリス（2022年、Netflix）

スタントコーディネーター補
- 湘南純愛組!（2020年、Amazonプライム・ビデオ）（第6話）

### 舞台
- SaGa THE STAGE～再生の絆～（2024年2月22日 - 25日 東京：サンシャイン劇場、2月29日 - 3月3日 大阪：サンケイホールブリーゼ）[20]
- 礎の響〜SEKIGAHARA〜（2025年9月9日 - 11日〈予定〉 東京：神田明神ホール） - 湯浅五助 役[21]

### ミュージックビデオ
・go!go!vanillas「スーパーワーカー」（2016）
- Especia「Savior」（2016年）
- 西沢幸奏「Break your fate」（2017年）
- raciku「高鳴り」（2020年）[22]
- ドレスコーズ「聖者」（2022年）
- クリープハイプ「青梅」（2023年）
- Nolzy 「匿名奇謀」 (TOKUMEI-KIBOU)（2024年）
- Original God「BDSM PSYCHEDELIC DEATH WARRANT」（2024年）
- ANABANTFULLS「未学」（2024年）
- tofubeats 「I CAN FEEL IT」（2024年）[23]
- 星街すいせい「ビーナスバグ」(2025年)
- VVS「Tea」（2025年）

### イメージビデオ
- 「スキップ・ビート！」コミックス50巻発売記念スペシャルアクションムービー（2024年）

### CM
- モンスターハンターNow（2023年）[24]
- SAKAMOTO DAYS 第18巻（2024年）[25]

ラジオ
- Artistspokenラジオパーソナリティ(2025年3月より)[26]

### ゲーム
- 祇：Path of the Goddess - 主人公 宗（モーションキャプチャー）兼アクションコーディネーター

## 受賞歴
- 2022年
  - 第31回日本映画批評家大賞 新人女優賞（小森和子賞）『ベイビーわるきゅーれ』[27]